# Peperomia nakaharai
Peperomia nakaharai är en pepparväxtart som beskrevs av Bunzo Hayata. Peperomia nakaharai ingår i släktet peperomior, och familjen pepparväxter. Inga underarter finns listade i Catalogue of Life.